# Куп шест нација 2004.
Куп шест нација 2004. (службени назив: 2004 Six Nations Championship) је било 110. издање овог најелитнијег репрезентативног рагби такмичења Старог континента, а 5. од проширења Купа пет нација на Куп шест нација.
Турнир је освојила Француска. Поред освајања четрнаесте титуле првака Европе, "Галски петлови" су захваљујући максималном учинку освојили и Гренд слем. Ирска је завршила на другом месту, Енглеска на трећем, а Шкотска је изгубила свих пет утакмица.

## Учесници
Напомена:
Северна Ирска и Република Ирска наступају заједно.
|   | Селекција                      | Стадион                             | Селектор      |
| - | ------------------------------ | ----------------------------------- | ------------- |
| 1 | Рагби репрезентација Француске | Стад де Франс, Париз (81 338)       | Бернар Лапорт |
| 2 | Рагби репрезентација Италије   | Стадион Фламинио, Рим (30 000)      | Џон Керван    |
| 3 | Рагби репрезентација Енглеске  | Стадион Твикенам, Лондон (82 000)   | Клајв Вудвард |
| 4 | Рагби репрезентација Шкотске   | Стадион Марифилд, Единбург (67 144) | Мет Вилијамс  |
| 5 | Рагби репрезентација Велса     | Стадион Миленијум, Кардиф (74 500)  | Стив Хансен   |
| 6 | Рагби репрезентација Ирске     | Ленсдаун улица, Даблин (48 000)     | Еди О'Саливен |

## Такмичење

### Прво коло
Француска - Ирска 35-17 (11-3)
Велс - Шкотска 23-10 (18-3)
Италија - Енглеска 9-50 (9-26)

### Друго коло
Француска - Италија 25-0 (10-0)
Шкотска - Енглеска 13-35 (6-20)
Ирска - Велс 36-15 (24-3)

### Треће коло
Италија - Шкотска 20-14 (24-3)
Енглеска - Ирска 13-19 (10-12)
Велс - Француска 22-29 (12-13)

### Четврто коло
Ирска - Италија 19-3 (12-0)
Енглеска - Велс 31-21 (16-9)
Шкотска - Француска 0-31 (0-11)

### Пето коло
Велс - Италија 44-10 (16-6)
Ирска - Шкотска 37-16 (16-9)
Француска - Енглеска 24-21 (21-0)

## Табела
|   | Селекција                      | ИГ | Д | Н | И | ПД  | ПП  | ПР   | ЕД | Б  |
| - | ------------------------------ | -- | - | - | - | --- | --- | ---- | -- | -- |
| 1 | Рагби репрезентација Француске | 5  | 5 | 0 | 0 | 144 | 60  | +84  | 14 | 10 |
| 2 | Рагби репрезентација Ирске     | 5  | 4 | 0 | 1 | 128 | 82  | +46  | 17 | 8  |
| 3 | Рагби репрезентација Енглеске  | 5  | 3 | 0 | 2 | 150 | 86  | +64  | 17 | 6  |
| 4 | Рагби репрезентација Велса     | 5  | 2 | 0 | 3 | 125 | 116 | +9   | 14 | 4  |
| 5 | Рагби репрезентација Италије   | 5  | 1 | 0 | 4 | 42  | 152 | -110 | 2  | 2  |
| 6 | Рагби репрезентација Шкотске   | 5  | 0 | 0 | 5 | 53  | 146 | -93  | 4  | 0  |

| Победник Купа шест нација 2004.           |
| ----------------------------------------- |
| Рагби репрезентација Француске 14. титула |

## Индивидуална стастика
Највише поена
- Стивен Џоунс 55, Велс

Највише есеја
- Имануел Харинордокој 4, Француска
- Рис Вилијамс 4, Велс
- Бен Коен 4, Енглеска

Најбољи играч турнира
- Гордон Д'Арси, Ирска